# Jeff Hamilton
Jeff Hamilton (født 4. august 1953 i Richmond, Indiana, USA) er en amerikansk jazztrommeslager.
Hamilton er bedst kendt som trommeslager for Diana Krall og for Oscar Peterson og Ray Brown. Han har også spillet med Lionel Hampton, Count Basie, Ella Fitzgerald, Monty Alexander og Woody Herman.
Hamilton har lavet en snes plader i eget navn.

## Eksterne kilder og henvisninger
- Om Jeff Hamilton
- Jeff Hamilton på Allmusic
- Jeff Hamilton på Discogs
- Jeff Hamilton på MusicBrainz